# 若藤部屋
若藤部屋（わかふじべや）は大相撲にかつて存在した相撲部屋。

## 沿革
伊勢ノ海部屋出身の若藤庄八の初代、同じく3代若ノ森太吉が部屋を興しているが関取を出せないままであった。
安政3年（1856年）伊勢ノ海部屋の十両荒飛甚太夫が5代若藤を襲名し、部屋を興すも明治2年（1869年）に死去。所属力士は伊勢ノ海部屋に移った。
その後5代の弟子であった小結荒虎敬之助が二枚鑑札で6代若藤を襲名して部屋を再興するも、明治15年（1882年）9月現役のまま死去。6代の死去後、弟子である幕内上ヶ汐永吉が二枚鑑札で7代若藤を襲名し部屋を継承。明治23年（1890年）現役を退き年寄専務となる。が、明治36年（1903年）8月死去。
7代の死去後伊勢ノ海部屋から友綱部屋に移籍していた上ヶ汐福治郎が、明治40年（1907年）5月関取に昇進したのを機に8代若藤を二枚鑑札で襲名、部屋を再興した。大正2年（1913年）に現役を退き年寄専務となる。大正末期に大坂相撲から移籍してきた沖ツ海福雄が頭角をあらわした。しかし、沖ツ海が関脇に昇進、幕内優勝も果たし、大関目前といわれたところで、昭和8年（1933年）9月にフグ中毒で死去し、部屋の希望は砕けてしまった。
昭和10年（1935年）、沖ツ海の弟弟子で8代の娘婿である越ノ海東治郎が8代の死去により9代若藤を二枚鑑札で部屋を継承。引退後、小戸ヶ岩龍雄を幕内まで育てたが、戦後小戸ヶ岩が廃業するとまもなく部屋を閉じ、9代は伊勢ヶ濱部屋に所属して停年までつとめた。